# Hypnum skottsbergii
Hypnum skottsbergii là một loài Rêu trong họ Hypnaceae. Loài này được Ando mô tả khoa học đầu tiên năm 1982.